# Las de Caín (película)
Las de Caín es una película cómica española estrenada en 1959, dirigida por Antonio Momplet y protagonizada por María Luz Galicia y Juanjo Menéndez.
Es una versión cinematográfica de la obra de teatro homónima de los hermanos Álvarez Quintero, estrenada en 1908.

## Sinopsis
Don Segismundo Caín y Doña Elvira son un matrimonio que vive desahogadamente gracias a la profesión del esposo. Son muy felices pero tienen cinco hijas casaderas y están preocupados por encontrarles un buen marido. La única que tiene pareja es la mayor, Rosalía, y su novio Alfredo tiene mucha prisa por contraer matrimonio con ella. Pero los padres les piden que esperen un poco para casarse y les ayuden a encontrar cuatro candidatos para sus hermanas.

## Reparto
- María Luz Galicia como	Rosalía Caín
- Juanjo Menéndez como Alfredo
- Mariano Azaña como Segismundo Caín y de la Muela
- Barta Barri como Kandinsky
- Carmen Flores como Estrella Caín
- Lola Flores como Cantante
- Emilio Fábregas como Castrolejo
- Fernando Guillén como Tomás Menéndez
- Mary Lamar como Doña Luisa
- Enrique Ávila como Leopoldo Marín
- Manuel Cano como Voz en off